# Seksualiteit in West-Europa in de 19e eeuw

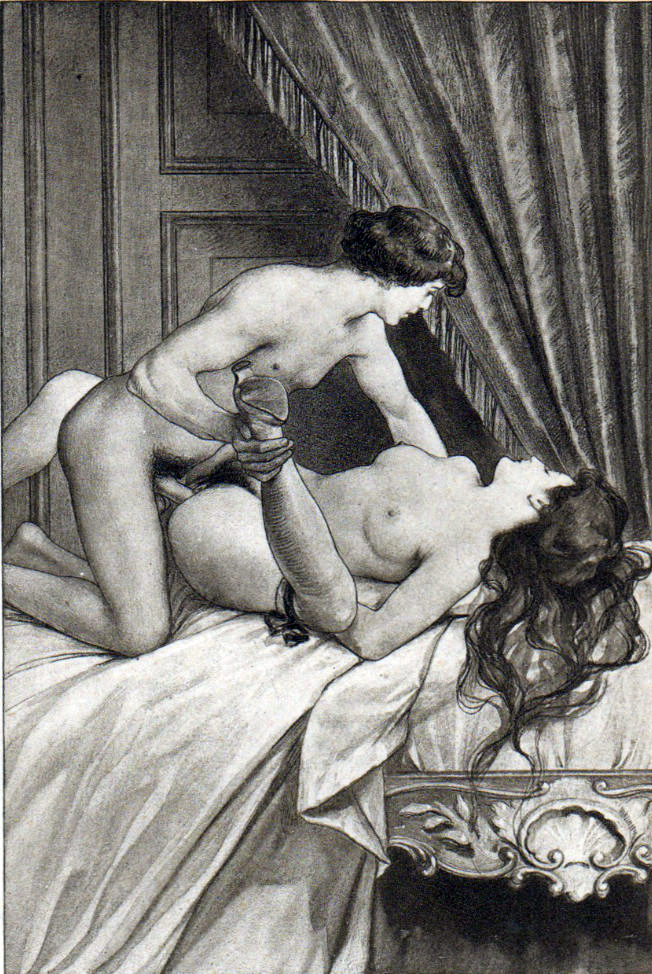
Erotische prent van de illustrator Édouard-Henri Avril

De seksualiteit in het West-Europa van de 19e eeuw werd net als in ander tijdvak met een zekere moraal benaderd. De eeuw, die victoriaans betiteld wordt, wordt nogal eens beschreven als een tijd waarin moraalridders de mensen bepaalde normen en waarden wensten op te leggen. Heden ten dage kan een zeker inconsequent menselijk gedrag en beeldvorming van die tijd een wat curieuze kijk op dat tijdperk geven. Een voorbeeld is dat wat destijds als pornografie werd beschouwd, in de moraal van 21e eeuw geheel anders kan worden beoordeeld.
Hoewel het seksuele leven een belangrijke sociale rol speelt bij de mens, wordt zij vaak in nevelen verhuld. Kennis rondom deze materie is te verzamelen uit zowel de literatuur van die tijd, de zogenaamde “Galante lectuur”, mondelinge overdrachten (vertellingen) voor zover deze later zijn opgeschreven, prenten en liederen. Uit officiële documenten kan ook een en ander worden opgemaakt. Bibliotheken namen echter geen, door hen als zodanig beoordeelde, subversieve of erotische werken op.

## Voorschriften
Het bordeel werd veelvuldig bezocht. Seksuele voorlichting was er nauwelijks. Zo kwam het dat veel getrouwde mannen hun eigen vrouwen besmetten met allerlei geslachtsziekten en zo mogelijk ook hun ongeboren kinderen. Hieruit volgde weleens dat vrouwen gedurende hun zwangerschap - en geruime tijd daarna - geen seksueel contact met hun echtgenoot wensten, waarop vervolgens de echtgenoot zijn seksuele behoeften weer in het bordeel ging halen.
Het gezag pleegde seksueel gedrag voor te schrijven. Afhankelijk van de sociale klasse waarin men verkeerde en de lichamelijke gesteldheid van beide echtelieden kon het aantal “bijslapen” per week worden voorgeschreven.
- Volgens de voorschriften die al sinds Luther golden: Tweemaal per week
- Indien de beide echtelieden geheel psychisch en lichamelijk in orde zijn, dan mag het ook wel drie à vier keer per week. Mits men de volgende dag frisch, krachtig en opgewekt is.
- In steden wonende intellectuelen: Eens in de 7 à 10 dagen

Er werden meer uitdrukkingen gebruikt om geslachtsgemeenschap aan te duiden.
Naast bijslaap kende men:
- Echtelijke bekenning
- Vleeschelijke vermenging
- Ontvangenis (de vrouw ontvangt)
- Uitoefening eener echtelijke plicht

Ook het moment van de dag kon een rol spelen.
- Seks in de ochtend werd afgeraden vanwege vermoeidheid de rest van de dag. Uitgezonderd voor mannen die na een zwaar lichamelijke werkdag eerst een goede nachtrust moeten hebben gehad.
- Na het ontbijt of lunch werd ook afgeraden. De man zou dan al door spijs en drank bevredigd zijn. Bovendien zou het de spijsvertering schaden. Daar kwam nog bij dat seksualiteit niet in de "openbaarheid van de dag" mocht plaatsvinden.
- ‘s Avonds is wel een goed tijdstip. Het zou gunstig zijn voor de bevruchting van de vrouw en de man kon dan van zijn krachten herstellen.

Het leven in de stad werd als ongezond gezien. Het zou de mens verzwakken. Veel nadruk werd daar gelegd op het geestelijke en intellectuele leven en te weinig op lichamelijke arbeid. Daarbij zou het uitoefenen van de bijslaap voor de meeste stadsbewoners tweemaal in de week voldoende zijn. Mensen met een zwakke gezondheid hooguit eenmaal in de week.
Meerdere keren achter elkaar seks hebben - dan werd bedoeld: meerdere keren achter elkaar klaarkomen - werd ten zeerste afgeraden “Wegens mogelijke ‘uittering’ van de man”. Ook seks tijdens de menstruatieperiode was ondenkbaar.
Ouders maakten zich eveneens in die tijd ongerust over hetgeen hun kinderen kon overkomen. Seksueel voorlichten was er vrijwel niet bij en zij moesten het doen met: “Algemene zedelijkheid”, braafheid, de kerk en de bijbel.

## Meningen
Er werd verschillend gedacht over seksueel verkeer. Enerzijds omdat men toen al maatschappelijke problemen door overbevolking en volksziekten erkende, werd er gepropagandeerd pas op late leeftijd te trouwen en van geslachtsverkeer af te zien.
Anderzijds was de kerk het hiermee oneens en stelde het als een natuurlijke zonde wegens zaadverderving. Om deze ‘verspilling’ te omzeilen kwamen er ideeën voor vrije liefde en mogelijkheden in prostitutie. Dit werd verkozen boven het niet hebben van geslachtsgemeenschap, of erger “zelfbevlekking” door de man.
In het huwelijk werd buitenechtelijke seks door mannen vergeeflijk geacht terwijl dit voor vrouwen niet het geval was.

## Onanie
Onanie door de man, ook wel masturbatie, was sowieso niet gewenst omdat “… de telingsorganen verzwakken door gebrek aan oefening”. Bovendien zou het verslavend kunnen werken waardoor symptomen van algemeene uitputting zich zullen openbaren: “… frequent zaadverlies … Het gelaat wordt vaak bleek en ingevallen, de oogen zwak, het lichaam mager, het geheele zenuwstelsel aangedaan”. Ziekten aan geslachtsdelen, maar ook algemene ziekten werden aan onanie toegeschreven. Zoals blindheid en kaalhoofdigheid.
Masturbatie werd als kwaal gezien. Te voorkomen met baden, voeding, beweging en een gebed. Gemakkelijk te bestrijden met zalfjes en drankjes. Volledig te genezen echter door geregelde bijslaap...
Vanuit de christelijke wereld werd er in 1895 zelfs een actie op touw gezet om de Nederlandse jeugd, maar wellicht de gehele samenleving, te redden van degeneratie door onanie.
Dat ook vrouwen en meisjes masturberen werd eveneens als verschrikkelijk en verdorven afgedaan.

## Gezondheid
Geslachtsziekten hadden mede door beperkte voorlichting vrij spel. Het condoom was nog geen algemeen gebruiksgoed en werd ook nog eens door de kerk afgewezen. Zo konden bijvoorbeeld de zogenoemde sjankers zich gemakkelijk verspreiden.
De hevigheid van geslachtsziekten - men dacht mede veroorzaakt door kou en vocht - zou afnemen indien men een -  toen nog niet gebruikelijke - onderbroek zou gaan dragen.
Hysterie was een bij vrouwen voorkomende ziekte die werd gezien als een diepgewortelde seksuele ziekelijkheid. De ‘seksuele’ oorzaak kon het beste weggenomen worden door kleine wandelingetjes en erotische massages.
Naaisters zouden het meest ongezond leven. Hun gebrek aan beweging maakte ze ontvankelijk voor allerlei verzwakkende (geslachts)ziekten. Een remedie zou zijn het regelmatig nemen van koude en lauwe baden.
Voor anticonceptie kende men de volgende methoden met de daarbij horende opvattingen,
- Coitus interruptus - Hetwelk voor de man nadelig zou zijn voor het gestel en genot.
- Het gebruik van een condoom - Vermindert het genot, brengt onmacht teweeg bij de man en walging bij beide partners.
- Een sponsje in de vagina om de baarmoeder af te sluiten. Na de bijslaap moest de vagina met lauw water meteen uitgespoeld worden.

Voorbehoedsmiddelen waren hierom vooral een vrouwenaangelegenheid. Periodieke onthouding was echter een zeer kwalijke zaak omdat juist in de vruchtbaarste periode “wanneer de geslachtsdrift van de vrouw het grootst is” seksuele omgang wordt onthouden.

## Kerk en geloof
De westerse samenleving wordt grotendeels beïnvloed door het christelijke geloof. Het oordeel over het ‘verspelen van zaad’ en gebruik van condoom werd hierboven reeds beschreven. Zowel katholieke als protestantse stromingen hebben hun invloeden en misstanden gegeven.
Seksueel misbruik door de geestelijkheid is van alle tijden. In het Belgische Forges werd in 1853 een abdij gesticht waar jongens, uit vooral kansarme gezinnen die in de criminaliteit terechtgekomen waren, werden opgenomen. Meerdere geestelijken hebben deze jongens misbruikt dan wel mishandeld ter wille van hun seksueel gerief.
In het werk van een ex-katholiek priester wordt uitgeweid over seksuele misdaden van priesters, pastoors, jezuïeten, paters en broeders.